# RJ-104
A RJ-104, antigamente conhecida apenas como Rodovia Niterói-Manilha, é uma rodovia do estado do Rio de Janeiro.
Com 25 quilômetros de extensão, liga o município de Niterói, na altura da localidade Caixa d'Água, bairro do Fonseca, até o Trevo de Manilha, no distrito de Manilha, município de Itaboraí, cortando o Município de São Gonçalo. Junto com a RJ-116, foi criada na década de 1950 com o nome de Rodovia Tronco Norte Fluminense, de acordo com o Plano Rodoviário Fluminense realizado no governo de Amaral Peixoto, sendo numerada como "RJ-1".
Saindo de Niterói, atravessa diversos bairros do município de São Gonçalo, como Alcântara.
Trata-se de uma das principais rotas para quem se desloca em direção à Zona Norte de Niterói, para os bairros do centro-leste de São Gonçalo e pra quem vai à Região dos Lagos, pois passando pelo bairro de Tribobó, cruza com o início da RJ-106. No mesmo bairro, há um posto do Comando de Policiamento Rodoviário da Polícia Militar fluminense, no Km 7,5 da rodovia.
Em Itaboraí, a Avenida 22 de Maio também faz parte da RJ-104, mas é um trecho administrado pela prefeitura local. Após o entroncamento com ó início da RJ-116, até o cruzamento com a BR-101, um trecho de aproximadamente 2 quilômetros é administrado pela concessionária Rota-116. Há também um estudo para implantação de BRTs nessa via
.

## Principais cruzamentos
- Km 00,0 - Início - ao fim da Alameda São Boaventura em Fonseca (Niterói)
- Km 01,2 - Caramujo (Niterói)
- Km 03,0 - Baldeador (Niterói)
- Km 03,5 - Santa Bárbara (Niterói)
- Km 04,5 - Maria Paula (Niterói / São Gonçalo)
- Km 06,1 - Novo México (São Gonçalo)
- Km 07,3 - Tribobó / RJ-106 (São Gonçalo)
- Km 09,2 - Colubandê (São Gonçalo)
- Km 10,9 - Coelho (São Gonçalo)
- Km 12,0 - Alcântara (São Gonçalo)
- Km 12,8 - Jardim Catarina (São Gonçalo)
- Km 14,1 - Laranjal (São Gonçalo)
- Km 15,0 - Santa Luzia / Estr. Alzira Vargas (São Gonçalo)
- Km 16,1 - Estr. de São Pedro (São Gonçalo)
- Km 16,5 - Vista Alegre / (São Gonçalo)
- Km 17,6 - Monjolos (São Gonçalo)
- Km 18,6 - Marambaia (São Gonçalo)
- Km 20,7 - Apollo III (São Gonçalo)
- Km 22,5 - Fim - Trevo de Manilha BR-101 em Manilha (Itaboraí)